# Serio (vodopád)
Cascate del Serio je vodopád na řece Serio v italské provincii Bergamo, 100 km od Milána. Nachází se v Orobských Alpách v nadmořské výšce 1750 m nedaleko vesnice Valbondione. Skládá se ze tří stupňů o celkové výšce 315 metrů a je nejvyšším vodopádem v Itálii. Vodu získává z ledovce Ghiacciaio del Trobio. Po zprovoznění přehrady Barbellino v roce 1932 se do vodopádu dostává voda pouze o letních víkendech. Natáčel se zde film Dej mi své jméno.